# كوك نيويل
كوك نيويل (بالإنجليزية: Coke Newell)‏ (1958)؛ روائي أمريكي. درس في جامعة ولاية كولورادو.